# 胡帛
胡帛（1517年—？年），字子行，號忠菴，四川重慶府忠州墊江縣人，明朝政治人物。

## 生平
九月初四日生，治《易經》，嘉靖三十一年（1552年）由國子生中式四川鄉試第二十三名舉人，嘉靖三十五年（1556年）丙辰科會試中式第十五名，第二甲第五十二名進士。吏部观政，授南京户部主事，三十八年升郎中，四十三年（1564年）升福州府知府，隆慶元年（1567年）十一月升江西副使、整饬九江安庆兵备。三年正月监察御史马明谟弹劾其不职，令回籍听勘。

## 家族
曾祖胡慶；祖胡崇易，左長史；父胡孜；母周氏。慈侍下，行二，兄泉，弟臯。